# Bob Cools
Hubert Ludovic Charlotte Cools, detto Bob (Anversa, 27 aprile 1934), è un politico belga, membro del Partito Socialista Belga. Già deputato alla Camera dei rappresentanti e deputato fiammingo, è stato sindaco di Anversa dal 1983 al 1994.

## Biografia
Cools ha ottenuto tre titoli universitari all'Université libre de Bruxelles. Si è laureato nel 1958. Nel 1970 è stato eletto consigliere comunale di Anversa. Nel 1971 è diventato assessore per la pianificazione del territorio, la pianificazione urbana e i dipendenti pubblici. Per quanto riguarda questi primi incarichi, è il primo assessore belga a detenere queste competenze. È considerato "il padre spirituale della zona pedonale di Anversa e un fiero difensore del patrimonio urbano."
È stato anche membro del consiglio di sorveglianza della SNCB e direttore di Sabena. Bob Cools è stato membro della Camera dei rappresentanti per il distretto elettorale di Anversa dal 1974 al 1983. Dall'aprile 1974 all'ottobre 1980 ha fatto parte del Consiglio della Cultura della Comunità culturale olandese, che fu stabilito il 7 dicembre 1971 in seguito al doppio mandato esistente all'epoca. Dal 21 ottobre 1980 al gennaio 1983 è stato membro del Consiglio fiammingo, il successore del Consiglio della Cultura e il predecessore dell'attuale Parlamento fiammingo.

### Sindaco di Anversa
Il 1º gennaio 1983 è stato nominato sindaco della città di Anversa, succedendo a Mathilde Schroyens e ai sette sindaci dei comuni indipendenti di Berchem, Borgerhout, Deurne, Ekeren, Hoboken, Merksem e Wilrijk, (quest'ultimo un quartiere della città di Anversa). Ha detenuto tra le competenze di sindaco anche quella sulla cultura.
La sua popolarità è cresciuta nelle elezioni comunali del 1988, dove ha ricevuto 19.234 voti favorevoli. Tuttavia il suo partito ha perso seggi nelle stesse elezioni, a favore del Vlaams Blok.

### Dopo l'incarico di sindaco
Alle elezioni comunali del 1994 il Vlaams Blok divenne il partito più numeroso. Bob Cools, con 16.580 voti favorevoli, ha ceduto la fascia di sindaco a Leona Detiège. In seguito sarà nominato presidente del CPAS, ritirandosi da questa posizione nell'aprile 2001.
Nonostante la pensione è rimasto attivo e nello stesso anno è stato nominato presidente della società di edilizia sociale Onze Woning. Si è inoltre dedicato alla ricerca scientifica e ha conseguito il dottorato in scienze politiche presso la Vrije Universiteit Brussel nell'aprile 2005.
Ha seguito da vicino l'evoluzione di Anversa. Nel 2008 ha affermato di essere a favore di una connessione del Oosterweel con tunnel, considerando ipotesi come una soluzione migliore per la salute pubblica.
Cools è sposato con Jacky Braem, ha una figlia e due nipoti. Vive a Linkeroever.